# Локотня
Локотня́ — село в сельском поселении Ершовское Одинцовском районе Московской области на трассе Руза — Звенигород в 18 километрах от Звенигорода. Практически всё село расположено вдоль этой трассы по обе стороны, на левом берегу реки Локотенки.
В селе имеется две автобусные остановки, со Звенигородом связано маршрутами Мострансавто № 23 (Одинцовское ПАТП), так же проходит маршрут Москва — Руза № 455 (Рузское ПАТП).

## Население
| 2002 | 2006 | 2010 |
| ---- | ---- | ---- |
| 50   | →50  | ↘30  |

## История
Село было названо по речке Локотенке, одному из малых притоков реки Москвы. Впервые в сохранившихся источниках село Локотенское упоминается около 1470 года, когда его в результате обмена земель со звенигородским князем Андреем Васильевичем приобрел Саввино-Сторожевский монастырь, владевший им на протяжении трёх столетий.
Согласно писцовой книге 1558 года, село являлось крупным хозяйственным комплексом, включавшим в себя близлежащие 12 деревень, ни одна из которых не сохранилась до настоящего времени. Хозяйственные угодья представляли собой 66 четвертей монастырской пашни и 526 четвертей крестьянской. Монастырского сена ежегодно ставилось 70 копен, тогда как крестьяне заготавливали для своих нужд 466 копен.
Смутное время привело к упадку села и окрестных деревень. Судя по описанию 1624 года, Локотенское подверглось разорению и превратилось в пустошь.
Образовавшаяся пустошь в начале XVII века была отдана на оброк княгине Ульяне Ивановне Голицыной «владеть по свой живот». Она поселила крестьян и село возродилось.
По сведениям 1705 года в деревне Локотне было 18 крестьянских дворов.
После смерти княгини в 1762 году селом снова, до 1764 года, владел Саввино-Сторожевский монастырь. В 1764 году все монастырские владения были секуляризированы и местные крестьяне были переведены в разряд «экономических». Село стало управляться ведомством экономии. По данным ревизии 1795 года деревня Локотня входила в состав Покровской «экономической волости», в ней значилось 43 двора, 189 душ мужского пола и 163 женского.
По данным 1852 года, количество дворов возросло до 70, а численность населения составила более 550 человек. Ещё через тридцать лет население села возросло до 700 жителей. Здесь возникает земская школа, в начале XX века переименованная в земское училище. Накануне первой мировой войны село насчитывало 115 дворов.
После революции, по сведениям переписи 1926 года, в Локотне имелось 139 хозяйств, подавляющее большинство которых занималось крестьянским трудом, проживало 807 человек (385 мужчин и 422 женщины), располагался сельсовет.
Большой урон селу нанесла его временная оккупация в 1941 году в течение 25 дней.

Чтобы закрыть брешь в обороне, защитить шоссе, ведущее от Рузы к Звенигороду, в последние числа октября на рубеж Горбово — Апальщино — Колюбакино была направлена 144-я стрелковая дивизия под командованием генерал-майора М. А. Пронина. И первые сомнения в своей непобедимости 78-я пехотная дивизия вермахта, которая здесь наступала, испытала именно в районе Колюбакино — Локотня. 19 ноября 9-й немецкий армейский корпус обрушился на позиции 144-й дивизии генерал-майора Пронина. Силы были не равны, и советские войска оставили Андреевское, Хаустово, Локотню. Затем были оставлены Каринское и Устье. Однако в начале декабря в боях наступил коренной перелом. Большую роль здесь сыграли наша артиллерия и гвардейские миномёты «катюши». Враг нёс огромные потери. Только между Каринским и Локотней было уничтожено до тысячи солдат противника, 30 танков и более ста автомашин. К 20 декабря весь Звенигородский район был освобожден от фашистов. После ухода врага осталось страшное наследие — тысячи мин в лесах, на дорогах и полях.
— Газета Новые Рубежи, 17 апреля 2010 года

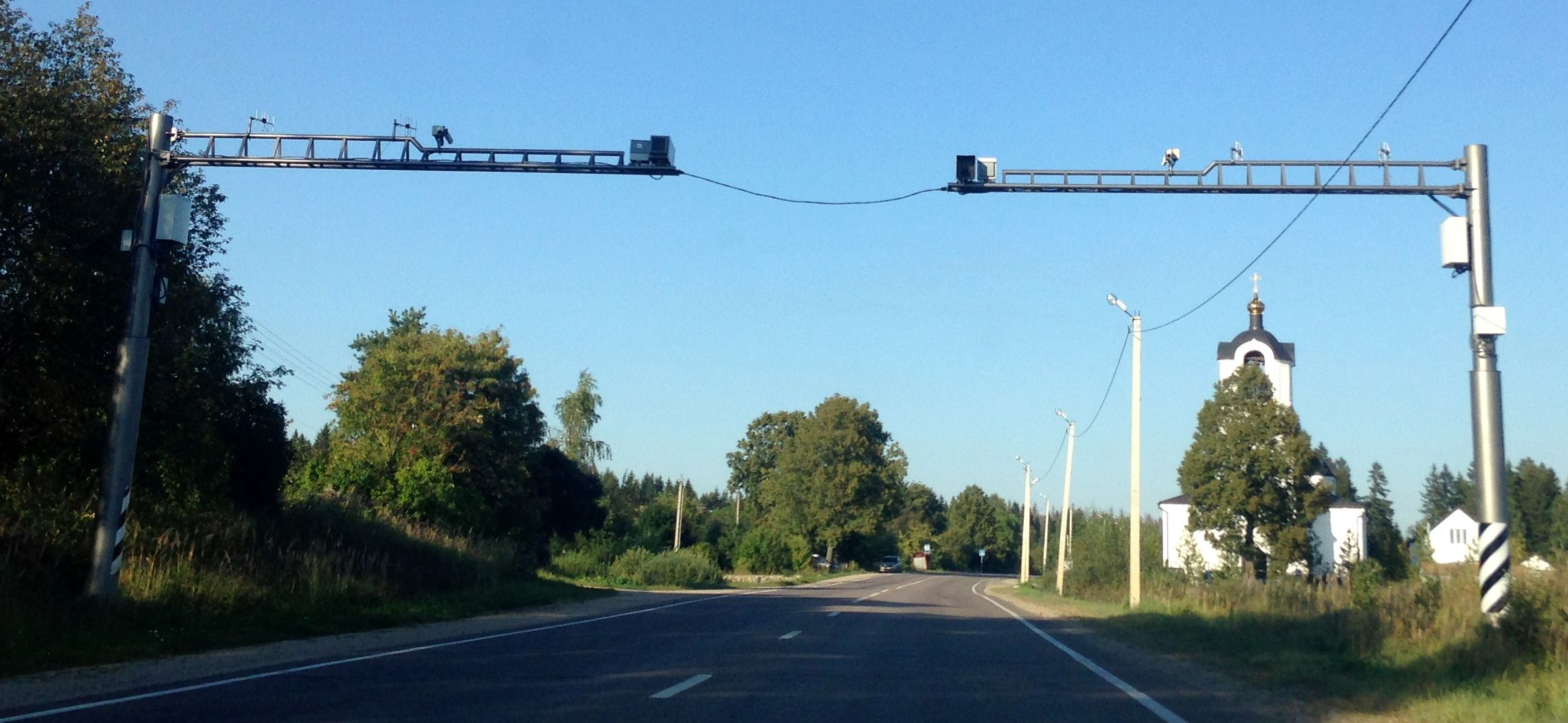
Стрелка-СТ на дороге в Локотне

В результате различных реформ советского времени — село было включено в состав «неперспективных», в результате чего к 1989 году, по данным Всесоюзной переписи, в Локотне осталось всего 37 хозяйств и 60 человек постоянного населения.
22 июня 2006 года в Локотне состоялось захоронение останков 26 советских воинов, погибших в войну. Установить личность удалось только у одного из найденных бойцов. В поисках принимала участие организация «БОЕВОЕ БРАТСТВО».

## Храм Покрова Пресвятой Богородицы
Объект культурного наследия № 5000000087

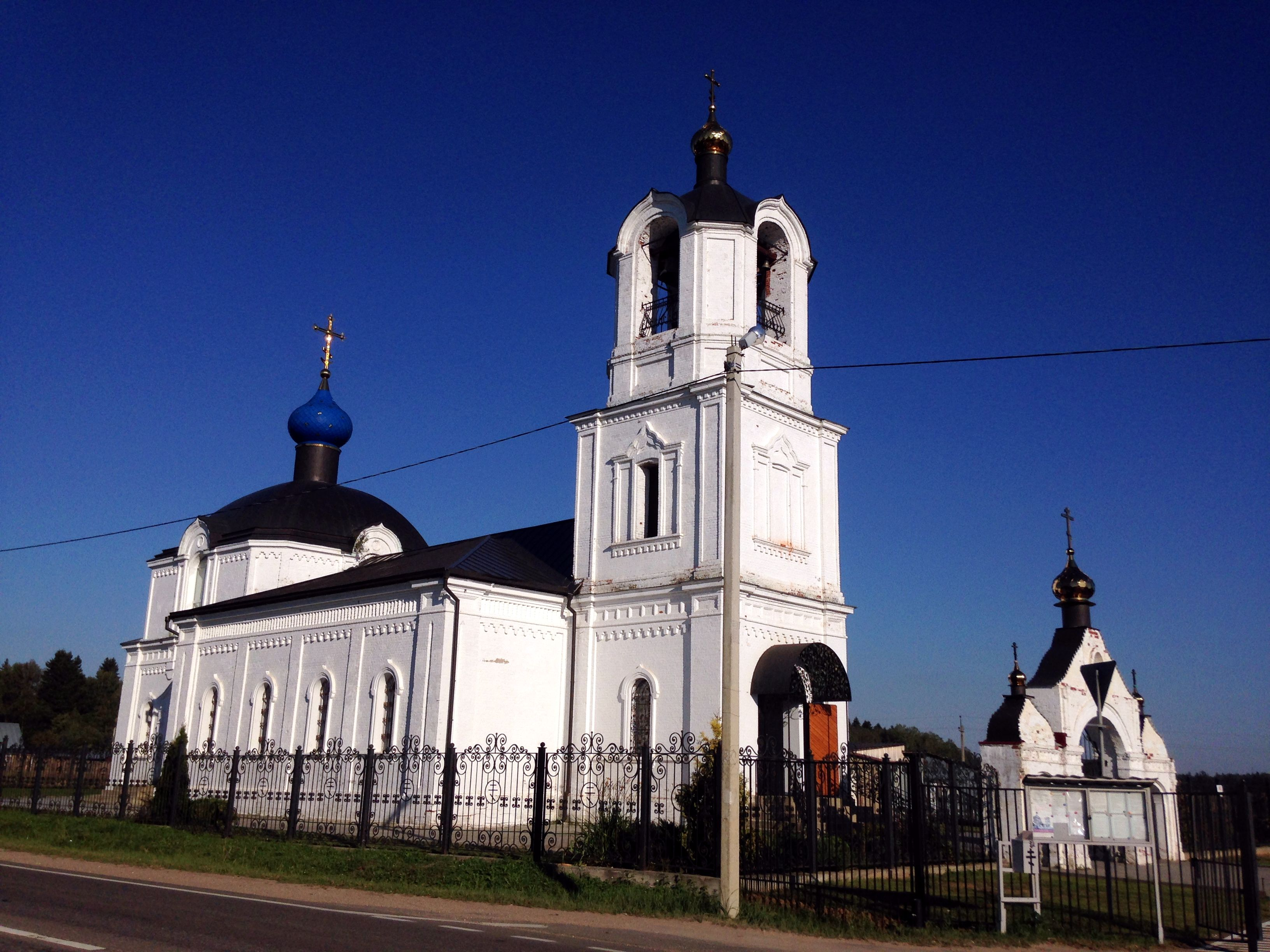

Известно, что уже при первом упоминании села в 1470 году, в Локотне имелась деревянная церковь Покрова Божией Матери. В смутное время церковь была уничтожена вместе с селом.
В 1655 году княгиня Голицына вновь выстроила деревянную церковь в честь Покрова Пресвятой Богородицы с приделами равноапостольной Марии Магдалины и святителя Николая Мирликийского.
В 1762 году была выстроена новая деревянная, на каменном фундаменте, однопрестольная Покровская церковь с деревянной колокольней.
В 1872—1877 годах вместо обветшалой деревянной была построена каменная церковь по проекту В. О. Грудзины, на средства прихожан. Данная церковь сохранилась до сегодняшнего дня. Фасады обелены по кладке, в конструкциях и карнизах ограниченно использован белый камень. Образец художественной эклектики с элементами русского стиля, памятник характерен для сельской культовой архитектуры своего времени. Его трехчастная композиционная схема имеет каноническую форму, выработанную строительной практикой 1850—1860 годов. Основой её служит бесстолпный одноглавый одноапсидный храм в виде двусветного четверика, перекрытого глухим сомкнутым сводом. Широкий декоративный пояс делит объём на два яруса, из которых верхний со срезанными углами, над карнизом по осям боковых фасадов поднимаются полукруглые тимпаны в форме килевидных кокошников, обрамляющие крупные окна второго света.
К храму примыкает пониженная сводчатая трапезная с двумя столбами, ограничивающими пространство придельных алтарей. Завершает композицию трехъярусная колокольня под купольным сводом, верхний ярус которой по характеру близок объемному решению храма. Все части здания художественно объединяют мотив арочных окон с килевидными архивольтами и широкий антаблемент с поребриком, филёнками и фигурным подзором.
В храме имеется три придела: главный — Покрова Божией Матери, правый — Святителя Николая Мирликийского и левый — во имя святых Семи Отроков Ефесских.
В 1908—1915 годах в Покровском храме служил псаломщиком священномученик Василий (Озерецковский). 5 октября 1937 года он был арестован и 21 октября того же года расстрелян на полигоне в Бутово. Причислен к лику новомучеников Российских.
В советское время храм был закрыт в 1930 году и разграблен. Во время войны в 1941 году в здании уже полуразрушенной церкви располагался штаб 144 дивизии 5-й армии генерала Л. А. Говорова. Во время военных действий храму был причинён значительный ущерб: в каменном своде церкви, а также в стене колокольни имелись большие пробоины от бомб и снарядов. После войны храм использовался в качестве мастерских, зернохранилища, склада под удобрения.
28 января 2002 года настоятелем церкви был назначен священник Андрей Чухнин, и в храме возобновилась приходская жизнь. Первая Божественная литургия была совершена 5 мая 2002 года на Пасху.
Началась реставрация храма: кровля покрыта медью, вставлены пластиковые окна, уцелели металлические решетки с ампирным рисунком, в 2005 году храм был увенчан куполами и золочёными крестами; восстановлена арка парадного входа; в 2006 году на колокольню храма подняты семь колоколов; в храме сделан подготовительный настил из бетона под лицевое покрытие; в 2008 году закончены штукатурные работы внутри храма, и выложены плиткой полы центральной части храма.

### Священники
- Кирилл Стефанов — до 1818[12]
- Иван Иванов (Анцеров / Крылов) (ок. 1771—1824) — с 1818 по 1824
- Михаил Иванов Крылов (ок. 1797 — ?) — с 1824 до 1826[13], сын предыдущего
- Стефан Михайлов — с 1826 по 1829
- Платон Николаев Покровский — 1830-е[12]
- Андрей Чухнин — с 2002